# Drieux-Combaluzier
Ne doit pas être confondu avec Roux-Combaluzier.
Pour les articles homonymes, voir Drieux et Combaluzier.
L’entreprise Drieux-Combaluzier est une entreprise française fondée en 1947, spécialisée dans la fabrication, la modernisation et l’entretien d’ascenseurs pour tous les styles d’immeubles parisiens, particulièrement dans l'ancien sur mesure. Le nom de l’entreprise provient des deux fondateurs Robert Drieux et Jean Combaluzier. La société est filiale de ThyssenKrupp.

## Histoire

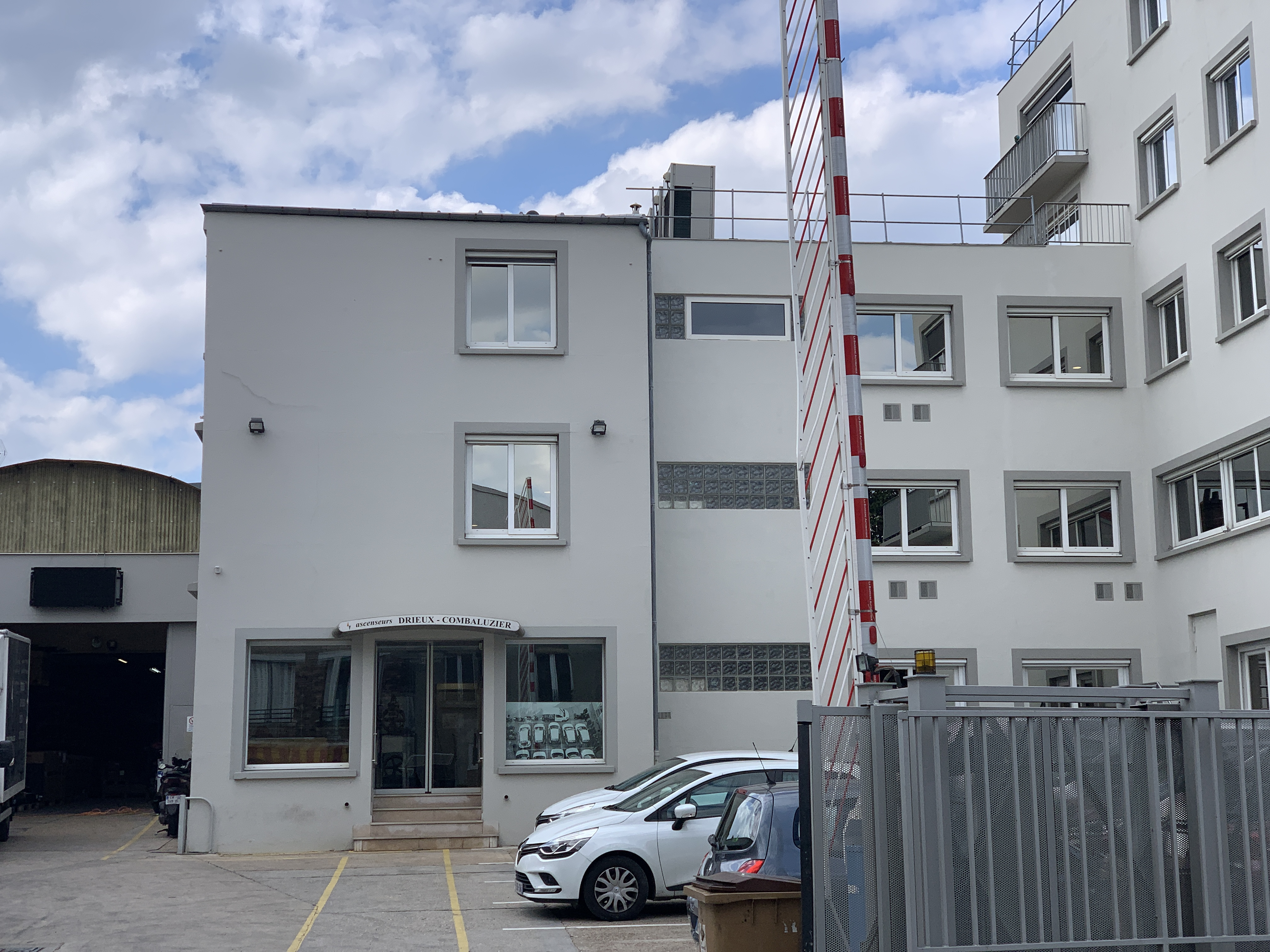
Le siège aux Lilas.

L’entreprise a été créée en 1947 par Robert Drieux et son épouse. En 1948, Jean Combaluzier créé la SARL Barbance qui se transformera par la suite en SNC Jean Combaluzier. À la mort de Jean Combaluzier en 1968, l’entreprise est reprise par son associé Henri Baldet qui l’oriente vers le bâtiment et la rénovation. À sa retraite, il cède l’entreprise à deux employés, Michel Mazouin et Michel Sannier. En 1985, les deux employés cèdent leurs actions à Soretex qui deviendra en 1994, Thyssenkrupp. La fusion entre Drieux et Combaluzier a lieu en 1998 et donne naissance à l’entreprise Drieux-Combaluzier. En 2011, l’entreprise achète le département ascenseurs d’Atena. Drieux-Combaluzier acquiert ensuite le fonds de commerce ascenseurs de Soparec en 2012, puis celui de Technoserves en 2013.

## Certification et normes
En 2016, l'entreprise reçoit le premier « trophée de l'ascenseur » au titre de sa spécialisation « dans les projets d’adaptation et de préservation du patrimoine architectural », trophée remis par la Fédération des ascenseurs pour couronner des projets remarquables sur les thèmes accessibilité, technologies, intégration et patrimoine, développement durable. Elle obtient ce trophée dans la catégorie « Intégration et Patrimoine » grâce au projet situé rue de l'Université (Paris), complexe résidentiel haut de gamme, rénové en 2012.
En 2017, elle obtient le label Entreprise du patrimoine vivant (EPV),.

## Activité
La maison Drieux-Combaluzier est une entreprise artisanale spécialiste des installations sur-mesure et dans la maintenance d’ascenseurs installés dans des immeubles anciens,. Elle se targue d'être le seul ascensoriste à disposer en interne d'un service de serrurerie et de menuiserie. L'entreprise a créé une collection de décorations pour les cabines.
Qualifiée de « l'ascensoriste des ascenseurs parisiens » en juin 2016, l’entreprise intervient à 80 % dans la région Île-de-France. Drieux-Combaluzier occupe la 5e place parmi les ascensoristes franciliens (sur la maintenance) après les majors (Otis, Kone, Schindler et ThyssenKrupp Ascenseurs),

## Données économiques et juridiques
Le registre de commerce de Bobigny indique pour 2016 : un chiffre d'affaires de 25 757 500,00 € et un capital social de 976 546,00 €. Son président est Bertand Perroud. En 2016, le bénéfice était de 2 285 851 € en augmentation par rapport à 2015 (2 003 087 €), les fonds propres de 8 417 680 € en augmentation par rapport à 2015 (7 790 653 €) et le nombre de salariés de 204 en baisse par rapport à 2015 (224).
En 2017, sa forme juridique est une société par actions simplifiée à associé unique (SASU).